# Lil Rodríguez
Lil del Valle Rodríguez (Caracas, Venezuela, 20 de enero de 1952) es una periodista venezolana. 

## Biografía
Lil Rodríguez nació durante la dictadura de Marcos Pérez Jiménez, contra la cual su madre era una activista. Vivió parte de su juventud en el pueblo natal de su madre en Cumaná, estado Sucre, antes de regresar a la capital para estudiar primero psicología en la Universidad Central de Venezuela y subsecuentemente periodismo en la Universidad del Zulia. Se especializó en periodismo cultural y es experta en música latinoamericana, particularmente la música popular caribeña y venezolana. También es astróloga, habiendo estudiado la disciplina por doce años.
Empezó trabajando en la Biblioteca Nacional. Mientras trabajaba allí empezó escribiendo para El Diario de Caracas. También ha escrito para otros periódicos, incluyendo El Nacional, El Globo y Últimas Noticias. Ha publicado un libro, Bailando en la casa del trompo, cuyo tema principal es la música caribeña.
También ha sido presentadora de radio para diversas estaciones privadas y para la estación cubana Radio Rebelde. 
Su más reciente posición fue presidente de la junta directiva del canal de televisión TVes, el cual inició su transmisión el 27 de mayo de 2007, después de la controversial no renovación de las concesiones de RCTV, la estación que anteriormente usaba la frecuencia.